# Такео Курита
Такео Курита (јап. 栗田 健男; 28. април 1889 – † 19. децембар 1977) је био вицеадмирал у царској јапанској морнарици током Другог светског рата.

## Рани период
Курута је рођен 1889. године у граду Миту, Префектура Ибараки. Он је дипломирао у 38. класи јапанске царске поморске академије 1910. године, као 28. од 149 кадета. Као подофицир служио ја на крстарицама Касаги и Нитака. Унапређен је у чин Ensign (еквивалент: Потпоручник) 1911. године, и прелази да служи на лакој крстарици Тацута.
Након што је 1913. године унапређен у чин Sub-Lieutenant (еквивалент: Поричник Корвете), Курита служи на бојном броду Ацума, па на разарачу Сакаки, а затим на оклопном крсташу Ивате. Он постаје Lieutenant (еквивалент: Поручник Фрегаре) 1. децембра 1916. године, и служи на неколико брода - крстарица Тоне и разарач Каба. Он је такође служио као главни торпедни официр на неколико разарача: Минеказе, Јукиказе и Хамаказе. Прву команду над бродом добија 1920. године - разарач Шигуре, а 1921. године, постаје командант разарача Оите.
По унапређењу у чин Lieutenant Commander (еквивалент: Поручник Бојног Брода) 1922. године, Курита командује разарачима Вакатаке, Хађи и Хамаказе, а као Commander (еквивалент: Капетан Корвете) од 1927. године, он командује разарачем Ураказе, 25. дивизијом разарача и 10. дивизијом разарача.
Као Capetan (еквивалент: Капетан Фрегате) од 1932. године, он командује 12. дивизијом разарача, па лаком крстарицом Абукума, а од 1937. године, бојним крсташем Конго.
Курита постаје контраадмирал 15. новембра 1938. године, и преузима команду над 7. дивизијом крстарица непосредно пре напада на Перл Харбор.

## Други светски рат

### Почетни период
Куритина 7. дивизија крстарица покрива инвазију на острво Јава - Холандска Источна Индија, децембра 1941. године, а од 31. марта до 10. априла 1942. године, учествује у препаду на Индијски океан. Током битке за Мидвеј (налазио се под командом адмирала Конде) он губи крстарицу Микума. Курита је унапређен у чин вицеадмирала 1. маја 1942. године, и прелази јула месеца на место команданта 3. дивизије бојних бродова.
У Гвадалканалској кампањи Курита је предводио своје бојне крсташе у једном снажном бомбардовању аеродрома „Хендерсеново поље“ у ноћи 13. октобра 1942. године, испаливши укупно 918 граната на америчку ваздухопловну базу. То је био једини већи, успешан напад, у покушају да се онеспособи аеродром „Хендерсеново поље“, бомбардовањем са бродова. Курита је касније командовао великим флотним снагама током централне Соломонске кампање и битке у Филипинском мору. Он замењује 1943. године, адмирала Конду на месту команданта 2. флоте.

### Битка у заливу Лејте
Курита је командовао 2. флотом током битке у Сибујанском мору и у бици код острва Самара (обе су део битке у заливу Лејте). Друга флота је поред два највећа бојна брода на свету - Јамато и Мусаши, имала у свом саставу: бојни брод Нагато, бојне крсташе Конго и Харуна, 10 крстарица и 13 разарача. Међутим, 2. флота није поседовала ни један носач авиона. Курита је био резервисан официр и надао се славној смрти у бици, али не као смрт адмирала Јамамоте, да буде узалудна. Слично Јамамоту, Курита је сматрао да уколико заповедник брода „тоне са својим бродом“, то је био непотребан губитак драгоценог команданта са поморским искуством. Чим је добио наређење од адмирала Тојоде да са својом флотом прође кроз теснац Сан Бернардино у централним Филипинима, и нападне америчку десантну флоту код острва Лејте, Курита је знао да ће то значити губитак бродова и живота, посебно због тога што није могао да дође са својом флотом до залива Лејте, пре краја искцавања, и за напад његових бојних бродова би остали скоро празни транспортни бродови. Он је био љут на своје претпостављене, који су били безбедни у токијским бункерима, наредивши Курити да се бори до смрти, насупрот безнадежним шансама и без ваздушне заштите.

#### Битка у Сибујанском мору
Док је 2. флота била на путу из Брунеја, Куритине бродове нападају две америчке подморнице, које потапају две тешке крстарице (Атаго и Маја), а једну оштећују (Такао) у Палаванском пролазу. Курита који се налазио на свом заставном броду - крстарици Атаго, био је присиљен да се пребаци на бојни брод Јамато. Чим је упловио у Сибујанско море и почео да се приближава теснацу Сан Бернардино, он је поново нападнут, овог пута од авиона са америчких носача авиона, који оштећују неколико бродова, укључујући и бојни брод Јамато. Константни ваздушни нападу које су изводили авиона из 3. флоте адмирала Хелсија, проузроковали су велика оштећења на бојном броду Јамато и осталим бродовима, док је бојни брод Мусаши потопљен. Ови напади приморавају Куриту да опозове напад и окреће своје бродове ка западу, удаљавајући се од залива Лејте. То је изазвало ланац каснијих догађаја, око којих траје расправа између историчара и биографа до данашњих дана. Хелси, верујући да је поразио Куритину флоту и да се јапанске централне снаге повлаче, и сматрајући да он има наређења и овлашћења да то учини, напушта своје место заштите искрцавања генерала Макартура у заливу Лејте, и теснаца Сан Бернардино, и наређује гоњење јапанских северних снага носача авиона, адмирала Озаве, која је послата у својству мамца, да удаљи америчку флоту носача авиона што даље од залива Лејте. Нешто раније, Хелси је послао једну поруку, која је изгледала као да он одваја оперативну ескадру ТФ-34 - 4 бојна брода и 4 носача авиона класе Есекс, за одбрану теснаца Сан Бернардино.

#### Битка код острва Самар
Адмирал Томас К. Кинкеид је био додељен као ближа жаштита инвазионих снага генерала Макартура и под своју команду је имао 18 ескортних носача авиона, већи број разарача и 5 старих бојних бродова, поправљених након Перл Харбора. Пошто је примио Хелсијеву поруку, Кинкеид концетрише своје бојне бродове ка југу, са наређењем да се супротставе јапанским јужним снагама. Током ноћи 24. на 25. октобар, Курита мења своје мишљење и окреће своје бродове на исток, ка заливу Лејте. Ујутру 25. октобра 1944. године, Куритина флота, предвођена бојним бродом Јамато пролази кроз теснац Сан Бернардино и плови на југ, дуж обале острва Самар. Велики бојни бродови јапанске морнарице су наишли на групу америчких бродова звану „Тафи 3" - то је био део снага адмирала Кинкеида и чинили су је: 6 ескортних носача авиона, 3 разарача и 4 ескортна разарача. „Тафи 3" је била намењена да пружа потпору у приобалним водама, као и да врши против-подморничка патролирања, и није била спремна за борбу против бојних бродова. Авиони групе „Тафи 3" су били натоварени против-подморничким бомбама, које су биле бескорисне против дебелог челичног оклопа на јапанским бојним бродовима.
Адмирал Курита је сматрао да има предност у односу на носаче авиона из 3. америчке флоте и наређује бојним бродовима да отворе ватру, укључујући и бојни брод Јамато са својин топовима од 406 mm. Куритине снаге нападају америчке бродове и потапају 2 ескортна носача авиона и 2 разарача, укључујући и разарач Џонсон, који је био под командом капетана Еванса. Међутим авиони из групе „Тафи 3" и групе „Тафи 2", која се налазила нешто јужније, упорно се боре, док амерички разарачи који су били наоружани искључиво топовима од 127 mm, јуришају и пустају димну завесу. Капетан Еванс, Чироки индијанац који је дипломирао 1931. године на америчкој поморској академији, дејствовао је без оклевања. Он одмах окреће разарач Џонсон према непријатељу и отвара ватру из свих својих топова, подиже димну завесу и веома бруо лансира 10 торпеда, од којих два погађају једну јапанску крстарицу. Разарач Џонсон је тешко оштећен и убрзо тоне. Капетан Еванс који гине у овој акцији, одликован је касније медаљом части.
У то време, јапанске јужне снаге, које је требало да нападну залив Лејте са југа, већ су биле уништене од Кинкеидових старих бојних бродова, који су били доста далеко, и нису могли да се боре против Куритиних снага. Централне снаге адмирала Курите, већ су остале без половине својих бродова, и Курита је располагао са 3 бојна брода и свага 4 крстарица, а сви ти бродови су били оштећени и са мало горива и муниције. Након што је адмирал Хелси уништио 4 носача авиона јапанских северних снага, он се окреће назад ка заливу Лејте са својим бојним бродовима, како би се сукобио са јапанским централним снагама. Курита наређује да се прекине борба, и одлучује да се повуче назад кроз пролаз Сан Бернардино.
Трећа флота адмирала Хелсија је бројала укупно: 8 флотних носача авиона, 8 малих носача авиона, 6 брзих бојних бродова (укључујући 2 класе Ајова), 6 тешких крстарица, 9 лаких крстарица и 58 разарача. Иако су Кинкеидови ескортни носачи авиона били мали, имао их је још увек 15. То значи да се тамо одиграло више од 1000 ваздушних напада постојећих авиона у бици са Куритиним снагама, које нису имале никакву ваздушну заштиту. Курита се повука, спашавајући бојни брод Јамато и преостали део 2. флоте, сигурног уништења.

### Након залива Лејте
Курита је био критикован од неких виших официра јапанских оружаних снага, због тога што се није борио до смрти. Децембра 1944. године, Курита је смењен са места команданта 2. флоте. Да би га заштитили од погибије, он је постављен на место начелника јапанске царске поморске академије.
У својим осамдесетим годинама, Курита је признао насамо једном бившем студенту поморске академије, да је он повука флоту из борбе пошто није желео да арчи животе својих људи у једном безнадежном покушају, сматрајући већ дуже време да је рат изгубљен.
Курита умире 1977. године, и његов гроб се налази на јавном гробљу Тама Реин у Токију.